# John Paul Jones (Leichtathlet)
John Paul Jones (* 15. Oktober 1890 in Washington, D.C.; † 5. Januar 1970 in Tucson) war ein US-amerikanischer Mittelstreckenläufer.
Bei den Olympischen Spielen 1912 in Stockholm schied er über 800 m im Vorlauf aus und wurde Vierter über 1500 m.
1911 siegte er beim Meilenlauf der IC4A-Meisterschaft in 4:15,4 min, der bis dahin schnellsten Zeit eines Amateurs (die Weltbestzeit für Profis hatte Walter George 1886 mit 4:12 ¾ Minuten aufgestellt). 1912 und 1913 verteidigte er seinen IC4A-Titel über diese Distanz. Seine Zeit von 1913 (4:14,4 min) wurde von der IAAF als erster offizieller Weltrekord anerkannt. 1911 und 1912 wurde er zudem IC4A-Meister über 880 Yards.
John Paul Jones graduierte 1913 an der Cornell University.